# Жабник німецький
Жабник німецький (Filago germanica) — вид рослин з родини айстрових (Asteraceae), поширений на заході Північної Африці, у Європі, південно-західній Азії.

## Опис

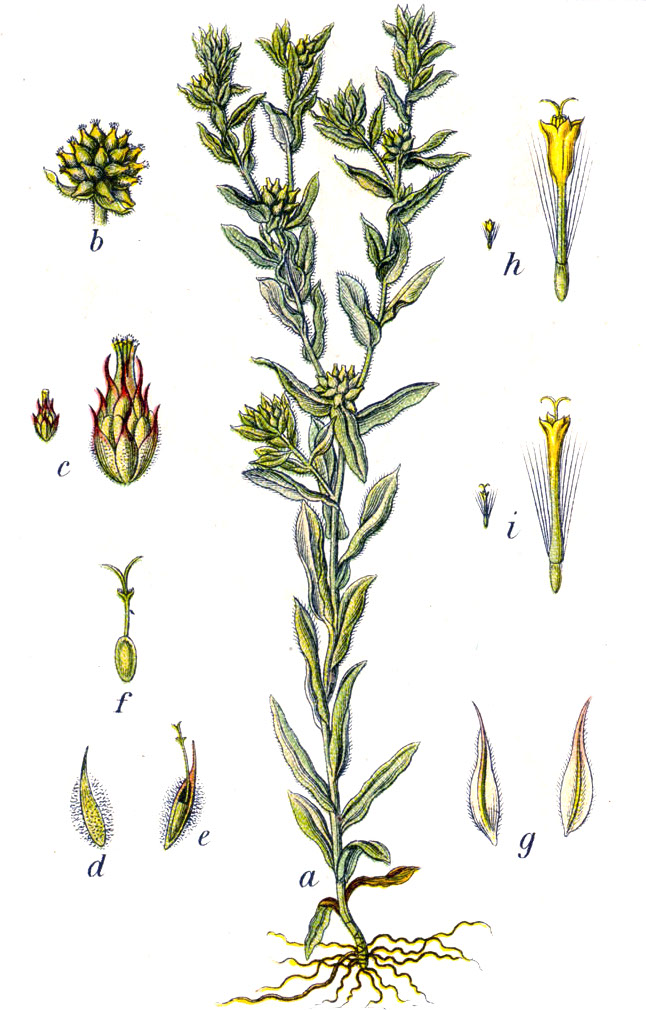

Однорічна, трава, 10–30(40) см заввишки. Стебла вильчато розгалужені, негусто облиствені. Листки більш-менш віддалені від стебел. Головок до 25, кулястих.

## Поширення
Поширений у західній Північній Африці (Алжир, Марокко, Туніс), Європі (крім Росії, Фінляндії, Прибалтики, Ісландії), на південно-західній Азії; натуралізований на сході й заході США й Канаді.
В Україні вид зростає на сухих узгір'ях, вапнякових схилах, у піщаних місцях — в західних лісових районах, зрідка.